# Chiesa di San Vittorino
La chiesa di Santa Maria in Vittorino, meglio nota come chiesa di San Vittorino, è un edificio religioso diroccato situato nei pressi delle Terme di Cotilia, nel comune di Cittaducale in provincia di Rieti. È nota anche come "la chiesa sommersa", "la chiesa nell'acqua" o "la chiesa che sprofonda".

## Descrizione
La chiesa si trova al km 88,1 della Via Salaria, nella piccola frazione San Vittorino del comune di Cittaducale, a breve distanza dalle Terme di Cotilia.
È posta all'interno della Piana di San Vittorino (da cui prende il nome di Santa Maria "in Vittorino"): un territorio dove si trovano molte sorgenti mineralizzate e sono frequenti fenomeni carsici come i sinkhole (sprofondamenti improvvisi del terreno).
L'edificio è diroccato, non ha più il tetto ed è parzialmente sprofondato nel terreno. Sono ancora in piedi le mura perimetrali e in particolare la monumentale facciata in calcare giallo. Il suo interno è allagato da una sorgente sotterranea che sgorga nel pavimento, con l'acqua che defluisce per mezzo del portale d'ingresso nella campagna circostante.
L'interno, a tre navate, ospitava diverse opere d'arte. Tra queste sopravvivono un bassorilievo dell'Annunciazione e una fonte battesimale (entrambi risalenti al XIV secolo e conservati nella cattedrale di Cittaducale), un affresco (conservato al museo diocesano di Rieti) e l'altare in pietra (collocato nel cortile del centro anziani di Cittaducale).

## Storia

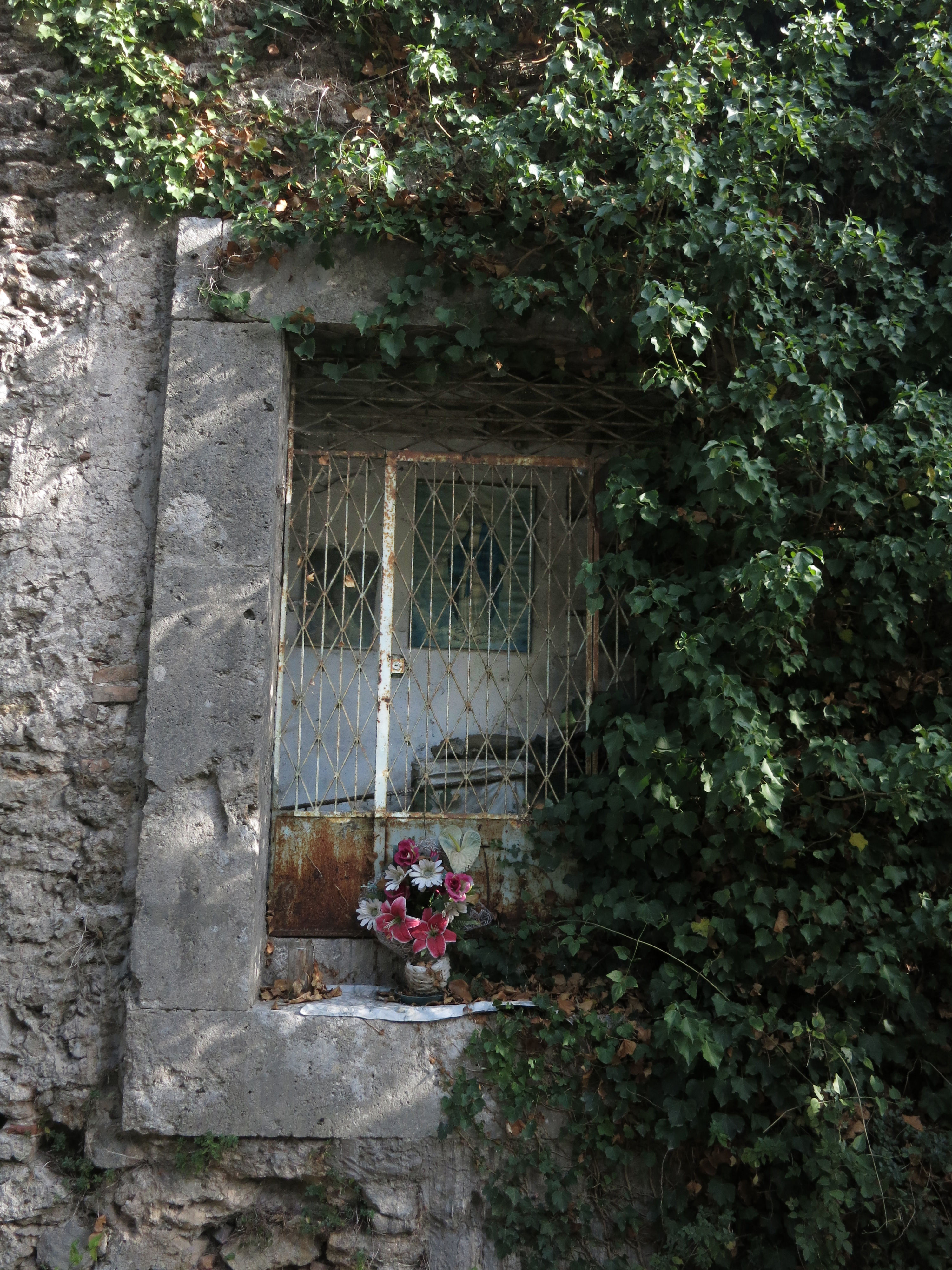
L'edicola votiva dedicata alla madonna di San Vittorino

### Il tempio pagano
La piana di San Vittorino, per via degli evidentissimi fenomeni carsici che vi avvengono, nell'antichità era considerata punto di accesso agli inferi e pertanto era sin da allora un luogo di pellegrinaggio e di devozione. Infatti già in epoca preromana i Pelasgi e i Sabini, forse testimoni dell'impressionante sprofondamento che diede origine al Lago di Paterno, ritenevano quel territorio sacro e vi compivano sacrifici. La zona mantenne la sua sacralità anche presso i romani (tanto che Varrone la definì Umbilicus Italiae), e in tale epoca acquisì ulteriore importanza grazie allo sfruttamento delle sorgenti nell'impianto termale di Cutilia.
In epoca romana, al posto dell'attuale chiesa, si trovava un tempio dedicato alle ninfe dell'acqua, sorto nei pressi di una sorgente considerata sacra.
La tradizione pagana della sacralità di tale sorgente non finì con l'avvento del cristianesimo ed è sopravvissuta fino ai giorni nostri: ancora oggi gli abitanti del luogo venerano una madonna ospitata in un'edicola sulla parete esterna della chiesa diruta, e attribuiscono miracolosi poteri curativi all'acqua che sgorga dal pavimento.

### La costruzione della chiesa

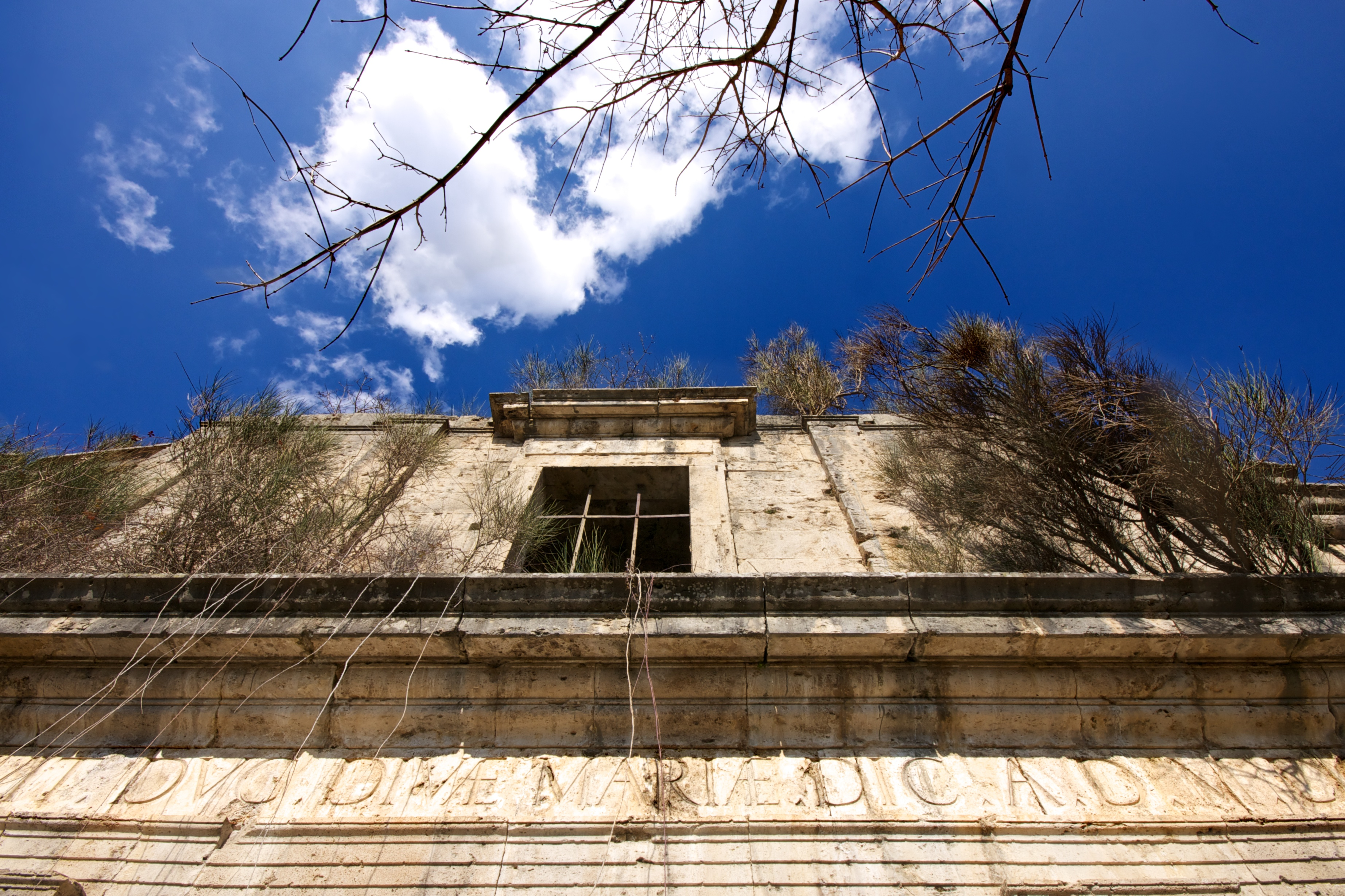
Dettaglio della facciata

L'edificazione della chiesa sui resti dell'antico tempio pagano si deve al fatto che, proprio in quel luogo, nel 96 d.C. subì il martirio san Vittorino di Amiterno. Il santo fu appeso a testa in giù su una sorgente sulfurea e morì dopo tre giorni, avvelenato dalle emissioni gassose di acido solfidrico provenienti dalla fonte.
Sembra che, già nel IV secolo, nel luogo del martirio del santo sorgesse una piccola cripta, che per un certo periodo ospitò il sepolcro del santo; nel secolo successivo il suo corpo fu trafugato e trasportato nella chiesa di San Michele Arcangelo, ad Amiterno. La piccola cripta lasciò il posto ad una chiesa vera e propria solo diversi secoli più tardi, tra il Trecento e il Quattrocento; è in quel periodo che fu eretta la chiesa di San Vittorino.
L'aspetto attuale della chiesa risale a dei lavori di ampliamento che, come riporta un'iscrizione ancora leggibile sulla facciata, iniziarono nel 1608 e furono completati nel 1613. L'intervento di rifacimento fu voluto dal vescovo di Cittaducale, Pietro Paolo Quintavalle, ed è attribuito da alcuni all'architetto romano Giovanni Battista Soria mentre da altri al domese Antonio Trionfo. Divenne in breve tempo una delle più importanti chiese di Cittaducale.
Tuttavia nell'Ottocento il terreno su cui era stata costruita iniziò a sprofondare e una sorgente sotterranea emersa dal pavimento allagò la chiesa, che pertanto dovette essere abbandonata. L'improvviso sinkhole fu dovuto alla superficialità della falda nel terreno dove la chiesa fu fondata (posta a soli 90 cm dal piano di campagna), e probabilmente innescato dal terremoto del 1703.

Dopo oltre un secolo di abbandono, il terremoto del 1979 causò il crollo del tetto della chiesa. Nel gennaio del 1988 la provincia di Rieti avviò l'esecuzione di lavori urgenti per rallentare l'inabissamento ed evitare ulteriori crolli. All'intervento doveva seguire il recupero completo dell'edificio, che tuttavia non venne mai eseguito. La chiesa è tuttora abbandonata e continua lentamente a sprofondare.

## Nel cinema
Per il carattere suggestivo e surreale del luogo, nel 1983 il regista sovietico Andrej Tarkovskij lo scelse per girare una scena del film d'essai Nostalghia. Nella scena il protagonista, dopo un lungo vagabondare solitario, entra nella chiesa dove incontra una bambina e riflette sul valore della felicità, tra la lettura di un libro e bicchieri di liquore; infine il protagonista incendia il libro e si addormenta nella chiesa.
È inoltre la prima tappa del viaggio intrapreso da Jasmine Trinca e Clive Owen nel film Guida romantica a posti perduti di Giorgia Farina.